# Lucas Gourna-Douath
Lucas Gourna-Douath, né le 5 août 2003 à Villeneuve-Saint-Georges en France, est un footballeur français qui évolue au poste de milieu défensif au RB Salzbourg.

## Biographie

### AS Saint-Étienne
Né à Villeneuve-Saint-Georges en France, Lucas Gourna-Douath commence le football à L’AS Lieusaint en Seine et Marne puis à L’US Sénart-Moissy de 2012 a 2017, il est ensuite formé par l'AS Saint-Étienne qu'il rejoint en 2018, après avoir joué à l'US Torcy tout comme Paul Pogba, Lucas était aussi membre de la promotion 2016-2018 du Pôle Espoirs de Reims. Il est très vite considéré comme l'un des joueurs les plus prometteurs de sa génération. Impressionnant par sa maturité, il est souvent surclassé en équipes de jeunes, intégrant l'équipe réserve de l'ASSE à seulement 16 ans. C'est à cet âge, en 2020, qu'il commence à s'entraîner avec le groupe professionnel, et son coéquipier Yann M'Vila le considère alors comme le meilleur jeune du club. 
Le 5 juin 2020 il signe son premier contrat professionnel, à seulement 16 ans, d'une durée de trois saisons. Gourna-Douath joue son premier match en professionnel le 12 septembre 2020, lancé par Claude Puel lors d'une rencontre de Ligue 1 face au RC Strasbourg au stade Geoffroy-Guichard. Il entre en jeu à la place d'Adil Aouchiche et son équipe s'impose sur le score de deux buts à zéro. Il connait sa première titularisation le 8 novembre 2020, lors du derby face au club rival, l'Olympique lyonnais, où il est associé au milieu de terrain à Yvan Neyou. Les Verts s'inclinent ce jour-là sur le score de deux buts à un.
Ses très bonnes performances à seulement 17 ans sont remarquées à l'international, le site allemand Transfermarkt le place en effet dans son onze-type des joueurs ayant débuté leur carrière professionnelle en 2020-2021.

### RB Salzbourg et prêt à l'AS Rome
Le 13 juillet 2022, Lucas Gourna-Douath quitte l'ASSE pour s'engager en faveur du RB Salzbourg. Il signe un contrat courant jusqu'en juin 2027. Il est champion d'Autriche dès sa première saison au club avant d'être vice-champion l'année suivante. 
Le 3 février 2025, lors du dernier jour du mercato hivernal, Lucas Gourna-Douath rejoint l'AS Rome sous la forme d'un prêt jusqu'à la fin de la saison, avec option d'achat,.

### En sélection
Bien qu'ayant des parents originaires de Centrafrique, Lucas Gourna-Douath représente la France dans les sélections de jeunes. Il évolue avec les moins de 17 ans depuis 2019, et pour son premier match, le 22 octobre face à Gibraltar il inscrit son premier but et délivre une passe décisive, participant à la large victoire de son équipe huit buts à zéro.
Sa sélection en équipe de France des moins de 20 ans est envisagée pour la Coupe du monde 2023 mais le Red Bull Salzbourg refuse de le laisser partir.
Lucas Gourna-Douath joue son premier match avec l'équipe de France espoirs le 17 octobre 2023, face à Chypre. Il entre en jeu à la place de Lesley Ugochukwu et son équipe s'impose par neuf buts à zéro.

## Statistiques
| Saison                | Club                  | Championnat           | Championnat | Championnat | Coupe nationale | Coupe nationale | Coupe de la Ligue | Coupe de la Ligue | Supercoupe | Supercoupe | Compétition(s) continentale(s) | Compétition(s) continentale(s) | Compétition(s) continentale(s) | Total | Total |
| Saison                | Club                  | Division              | M.          | B.          | M.              | B.              | M.                | B.                | M.         | B.         | Comp.                          | M.                             | B.                             | M.    | B.    |
| 2020-2021             | AS Saint-Étienne      | Ligue 1               | 30          | 0           | -               | -               | -                 | -                 | -          | -          | -                              | -                              | -                              | 30    | 0     |
| 2021-2022             | AS Saint-Étienne      | Ligue 1               | 31+1        | 1+0         | 3               | 0               | -                 | -                 | -          | -          | -                              | -                              | -                              | 35    | 1     |
| Sous-total            | Sous-total            | Sous-total            | 62          | 0           | 3               | 0               | -                 | -                 | -          | -          | -                              | -                              | -                              | 65    | 0     |
| 2022-2023             | Red Bull Salzbourg    | Bundesliga            | 21          | 0           | 3               | 0               | -                 | -                 | -          | -          | C1+C3                          | 6+2                            | 0+0                            | 32    | 0     |
| 2023-2024             | Red Bull Salzbourg    | Bundesliga            | 28          | 0           | 2               | 1               | -                 | -                 | -          | -          | C1                             | 5                              | 0                              | 35    | 1     |
| 2024-2025             | Red Bull Salzbourg    | Bundesliga            | 11          | 0           | 2               | 1               | -                 | -                 | -          | -          | C1                             | 10                             | 0                              | 23    | 1     |
| Sous-total            | Sous-total            | Sous-total            | 60          | 0           | 7               | 2               | -                 | -                 | -          | -          | -                              | 23                             | 0                              | 90    | 2     |
| 2024-2025             | AS Rome               | Serie A               | 6           | 0           | -               | -               | -                 | -                 | -          | -          | -                              | -                              | -                              | 6     | 0     |
| Total sur la carrière | Total sur la carrière | Total sur la carrière | 128         | 1           | 10              | 2               | -                 | -                 | -          | -          | -                              | 23                             | 0                              | 161   | 3     |

## Palmarès
RB Salzbourg
- Championnat d'Autriche (1) :
  - Champion : 2023.
  - Vice-champion : 2024 et 2025.